# Hampetorp
Hampetorp – miejscowość (tätort) w Szwecji, w regionie administracyjnym (län) Örebro, w gminie Örebro.
Według danych Szwedzkiego Urzędu Statystycznego liczba ludności wyniosła: 306 (31 grudnia 2015), 310 (31 grudnia 2018) i 306 (31 grudnia 2019).